# Bahnbetriebswerk Tondern
Koordinaten: 54° 55′ 46,3″ N, 8° 51′ 35″ O

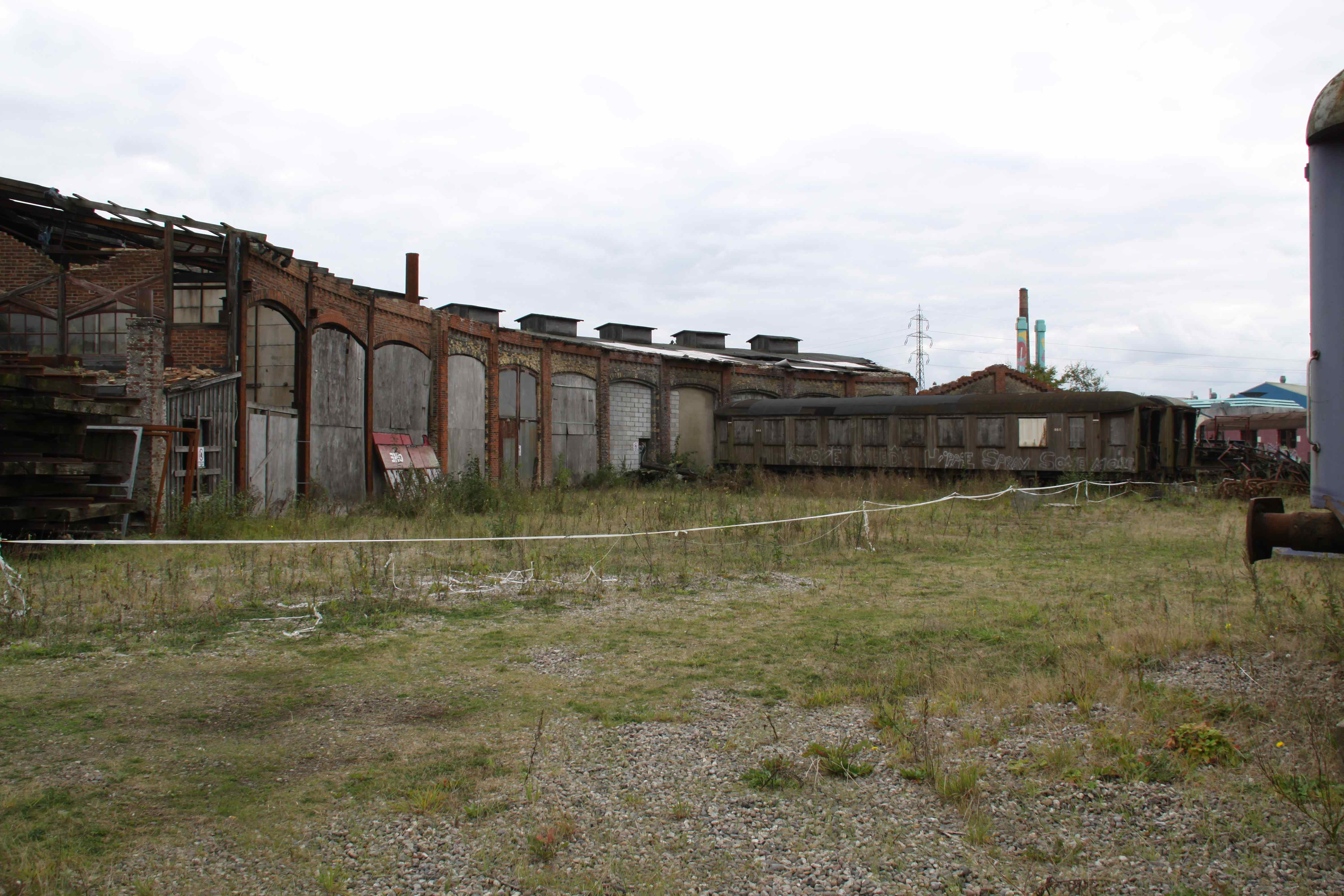
Baufälliger Rundschuppen (2016)

Das Bahnbetriebswerk Tondern (dänisch Tønder remise) liegt am südlichen Bahnhofskopf des Bahnhofes Tondern in der heute dänischen Stadt Tønder. Es bestand aus einem elfständigen Ringlokschuppen mit Drehscheibe, Wasserturm, Kohlenlager und Lokomotivbehandlungsanlagen.

## Geschichte

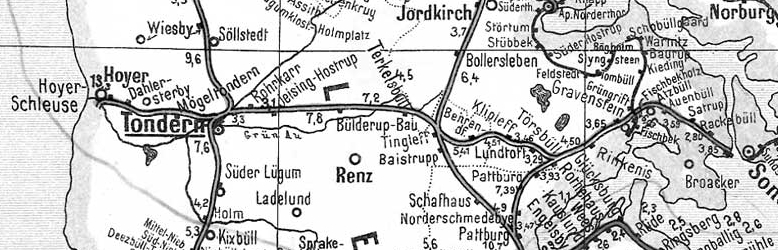
Karte der Bahnstrecken um Tondern, 1902

Tondern erhielt seinen ersten Bahnanschluss 1867 mit der Eröffnung der Bahnstrecke Tondern–Tingleff, die vom Konsortium Peto, Brassey and Betts mit Konzession vom 1. Mai 1862 gebaut wurde. Der Bahnhof im Norden der Stadt war ein Kopfbahnhof. Später wurde der Bahnhof als Stadt-Bahnhof (St-Bhf) bezeichnet. 1914 hieß dieser Bahnhof Nord-Bahnhof. Zu dänischer Zeit erfolgte die Umbenennung in Tønder Øst, der Haltestellenname Tønder Nord wurde für einen später errichteten Haltepunkt an der Bahnstrecke Bramming–Tønder vergeben.
Das Bahnbetriebswerk wurde 1887 mit der Fortsetzung der Marschbahn von Niebüll nach Bramming und weiter zur damaligen Staatsgrenze bei Hvidding (dänisch Hviding) errichtet. Eine zweiständige Werkstatt ist an den Ringschuppen angebaut und war über die Drehscheibe angeschlossen. Der neue Bahnhof wurde am 15. November 1887 von der Holsteinische Marschbahn-Gesellschaft als Marschbahnhof (M-Bhf) (heute Jernbanegade 8) eröffnet. Die Nebenbahn aus Tingleff wurde in den neuen Bahnhof eingeführt, der sich etwas nördlich des heutigen Empfangsgebäudes befand.
Mit der Verstaatlichung der 1888 in Schleswig-Holsteinische Marschbahn-Gesellschaft umfirmierten Privatbahngesellschaft am 1. Juli 1890 übernahmen die Preußischen Staatseisenbahnen den Betrieb. Sie nahmen in den folgenden Jahren umfangreiche Erweiterungen an den Bahnanlagen vor. Empfangsgebäude und Güterabfertigung wurden neu gebaut.
Am 15. Juni 1892 wurde die Verbindung bis zur Hoyerschleuse (dänisch Højer Sluse) mit Fähranschluss zur Insel Sylt in Betrieb genommen.
1920 musste das Deutsche Reich Nordschleswig in Folge der im Versailler Vertrag vorgesehenen Volksabstimmung an Dänemark abtreten. Die Eisenbahnen in diesem Gebiet wurden ab diesem Zeitpunkt von den Danske Statsbaner (DSB) übernommen.
Das Bahnbetriebswerk wurde 1958 als eigenständige Dienststelle geschlossen. Der Lokschuppen und das Werkstattgebäude existieren noch, die restlichen Anlagen des Betriebswerks sind komplett zurückgebaut.

## Stationierungen

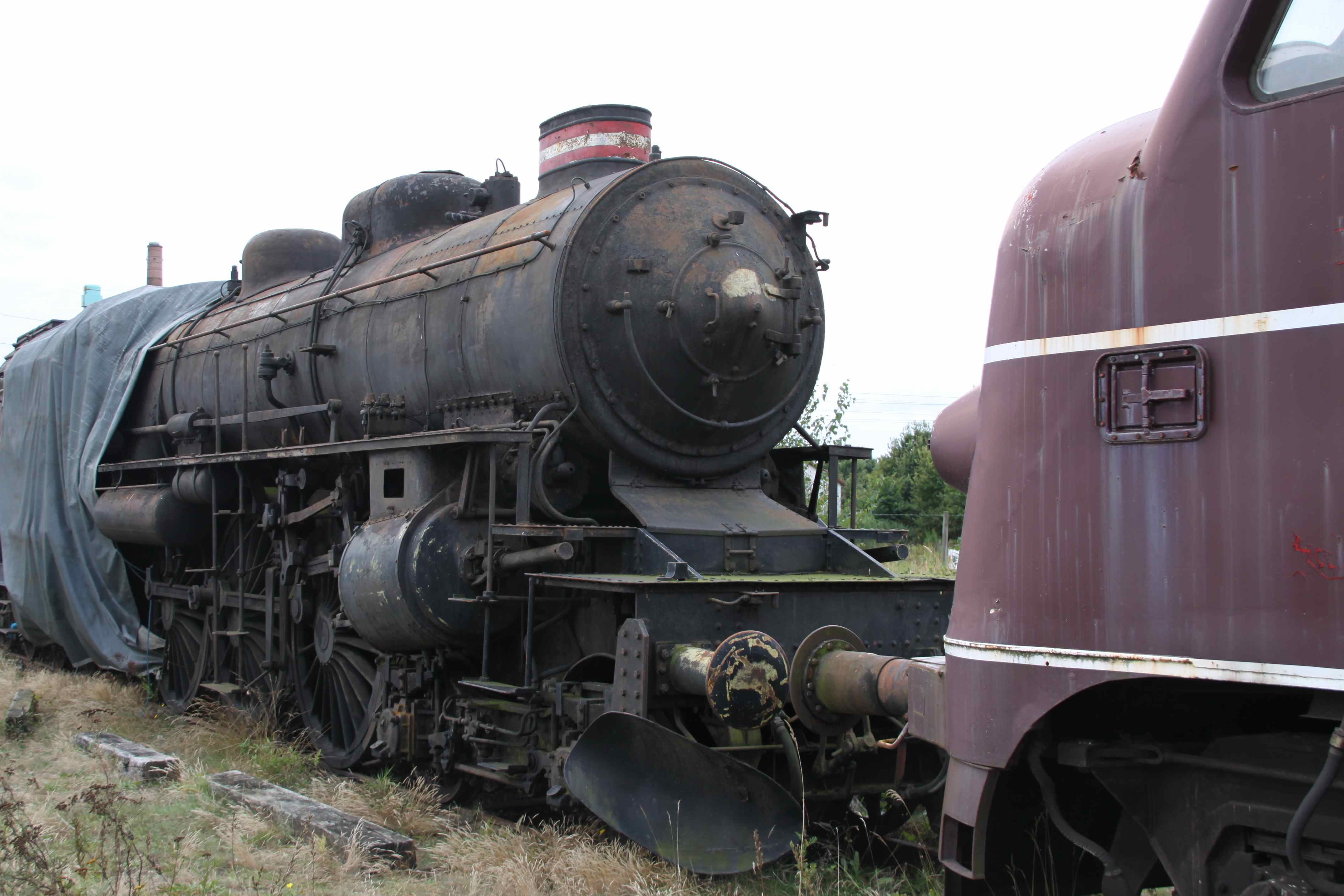
MY 1104 und E 987 (2016)

In Tondern waren nach den bei der Eröffnung vorhandenen Lokomotiven der Holsteinischen Marschbahn-Gesellschaft nach der Übernahme durch die Preußischen Staatseisenbahnen preußische Lokomotiven für die Bedienung der von der Stadt ausgehenden Strecken im Nahgüterverkehr und im regionalen Personenverkehr eingesetzt.
Nach der Übernahme der Bahnanlagen durch die Dänischen Staatsbahnen (DSB) wurden diese durch dänische Lokomotiven und Triebwagen abgelöst. Im Laufe der Jahre waren zahlreiche Baureihen in Tønder remise beheimatet, darunter die Dampflokomotiven der Baureihen CS, G (II), HS (II), K, KS, D (II), F (II), F (III) und O, die Diesellokomotiven der Reihen MV (I) und MT (I) sowie die Triebwagen der Reihe MQ. Für Verschubaufgaben waren der Dienststelle Lokomotiven aus den Baureihen DSB Traktor 19…52 und DSB Traktor 117–146 zugewiesen.

## Weitere Verwendung
Tønder Maskinfabrik A/S eröffnete 1958 eine Kesselschmiede im südlichen Teil der stillgelegten DSB-Remise. 1960 schloss die Fabrik eine Produktionsvereinbarung mit Burmeister & Wain (B&W). Auf dieser Grundlage wuchs die Fabrik von 50 Mitarbeitern im Jahr 1960 auf 170 Mitarbeiter im Jahr 1970. B&W übertrug seine Aktienmehrheit an TØMA A/S und benannte die Fabrik in B&W Energi um. Während der 1990er Jahre wechselte mehrfach der Besitzer. Anschließend hieß die Firma Boiler Works A/S, seit 2007 DP Clean Tech und heute boilerworks A/S.
Aabenraa Veteranbane wurde am 13. März 1993 in Tønder als Tinglev–Tønder Veteranjernbane, TTVJ gegründet. Die Lokomotive NVAG DL 1 kam 1994 nach Tønder. Sie war 2015 noch vorhanden. Der Verein hatte ferner 1996 den Triebwagen T 3 der NVAG in Niebüll erworben und fuhr mit diesem Museumszüge ab Tønder, meist zwischen Tinglev und Tønder, jedoch auch nach Odense zum Eisenbahnmuseum oder mit der letzten verkehrenden Eisenbahnfähre von Nyborg. TTVJ nutzte die Tønder Gamle Remise bis zum Umzug nach Aabenraa am 16. August 1999, nachdem das Areal für andere Zwecke gebraucht wurde.
Die 1997 gegründete Privat Banen Sønderjylland, die in Südjütland den Güterverkehr übernahm, nutzte anschließend das Betriebswerk bis zum Konkurs 2001.

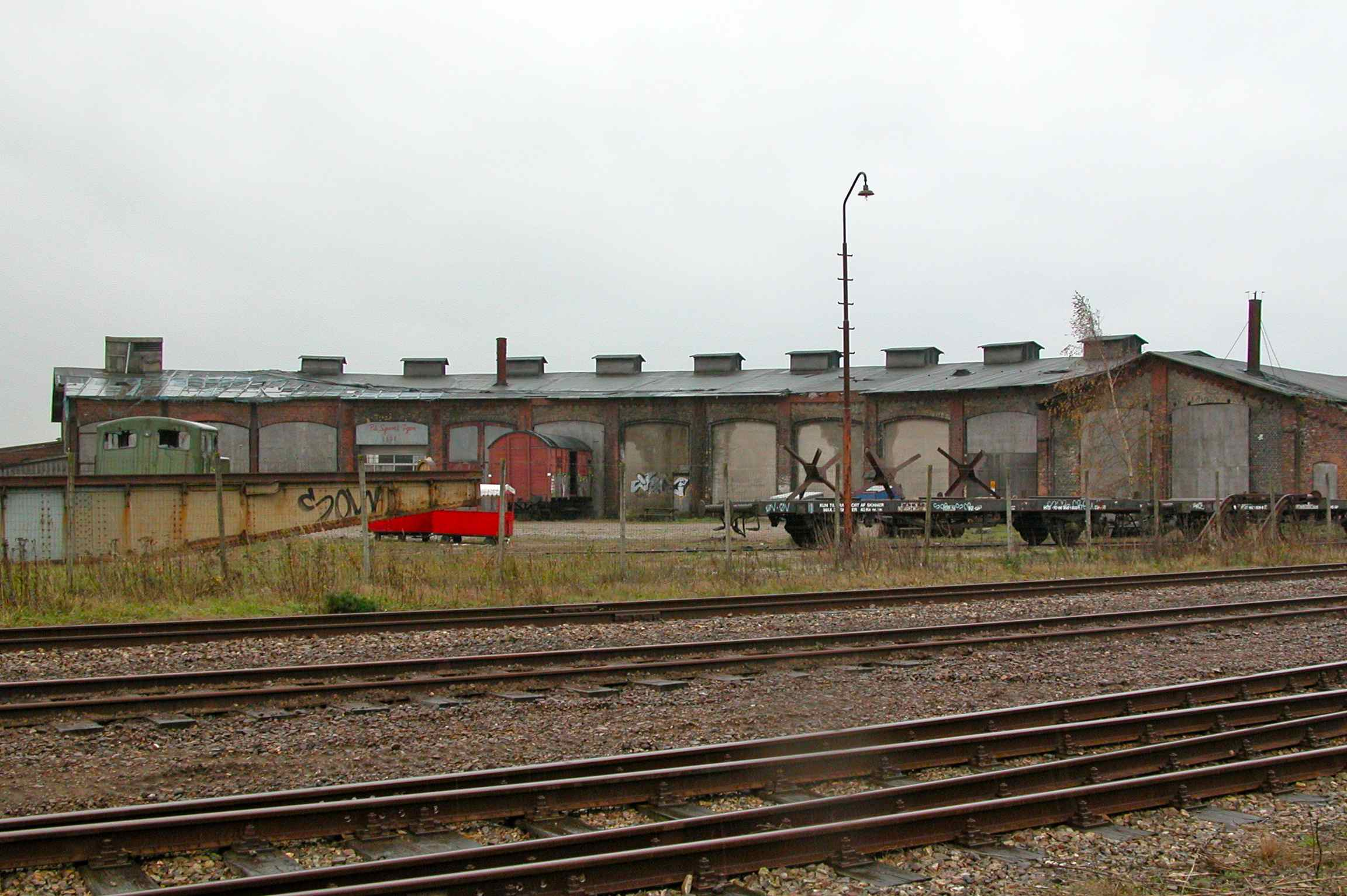
Rundschuppen, Zustand 2004, die Drehscheibe war schon ausgebaut.

Im Mai 2008 wurden die Reste des Lokschuppens und das ihn umgebende Gelände für 750.000 Kronen zum Verkauf ausgeschrieben. Das Gelände erwarb der in Norwegen lebende dänische Arzt Peter Malmqvist für 600.000 Kronen, um innerhalb von fünf Jahren ein Eisenbahnmuseum zu errichten.
2016 kann der Zustand des ehemaligen Betriebswerkes als Ruine bezeichnet werden. Das Dach des Rundschuppens, in dem die Diesellok NVAG DL 1 eingeschlossen ist, ist teilweise eingestürzt. Die Werkstatt ist ebenso unbenutzbar. Im Freien stehen ungeschützt unter anderem die MY 1104 und die E 987, die beiden aus Norwegen stammenden holzverkleideten Drehgestell-Personenwagen 555 und 664, ein Gepäckwagen sowie der für DSB MO verwendete Steuerwagen Cls 718. Vor der ehemaligen Werkstatt liegen die Teile einer aus Deutschland gekauften Drehscheibe.
Die E 987 hatte ihren letzten Einsatz am 15. Mai 1970 und wurde nach der Ausmusterung 1973 an den Privatmann K. H. Glensgård abgegeben und am 27. Januar 1974 in Silkeborg im Betriebswerk der Horsens-Bryrup-Silkeborg Jernbane (HBS) untergestellt. 1992 kam die Lokomotive in den Lokschuppen Funder der ehemaligen Langå-Bramming-banen. Dort stand sie bis zum Verkauf 2008 an Peter Malmqvist, der sie nach Struer überführen ließ. Am 20. Juni 2009 wurde sie im Bahnbetriebswerk Tondern im Freien abgestellt. Am 24. Februar 2020 wurde sie nach Bramming zur lauftechnischen Überprüfung gebracht. Die Überführung zum Eisenbahnmuseum nach Gedser remise erfolgte am 7. März 2020 mit der MT 152 des Veterantog Vest.
Wenn das Tor geöffnet und ein Mitglied des etwa zehn Personen umfassenden Eisenbahnklubs anwesend ist, kann das Gelände besichtigt werden. Derzeit würden für eine Sofortsicherung des Rundschuppendaches 200.000 Kronen benötigt.

## Renovierungspläne
Das Projekt På Sporet Igen war ein Beschäftigungsprojekt mit dem Ziel, die Remise zu renovieren und zu rekonstruieren. Das Betriebswerk ist das letzte vorhandene Eisenbahndepot aus der deutschen Zeit in Jütland. Für das Projekt wurden eine Strategie und ein Aktionsplan im Namen der Heureka-Stiftung erstellt, um zwischen 1995 und 1998 mit dem Beschäftigungsprojekt Arbeitslose nach ihren Fähigkeiten sinnvoll zu beschäftigen. Die Finanzierung der Planungen erfolgte durch den Sozialfond der Europäischen Union und den Arbeitsmarktrat (dänisch Arbejdsmarkedsrådet) von Südjütland. Die Ausführung scheiterte, weil der Unterstützungsfonds in Konkurs ging.
Der Abschlussjahrgang 2013 der Architekturschule Aarhus stellte unter anderem ein Projekt vor, in dem die Tønder Remise eine zukunftsweisende Verwendung als Innovatarium erhalten sollte. Dazu wurde ein Modell des Areals ausgestellt. Die Pläne wurden nicht weiter verfolgt.

## Bilder 2016

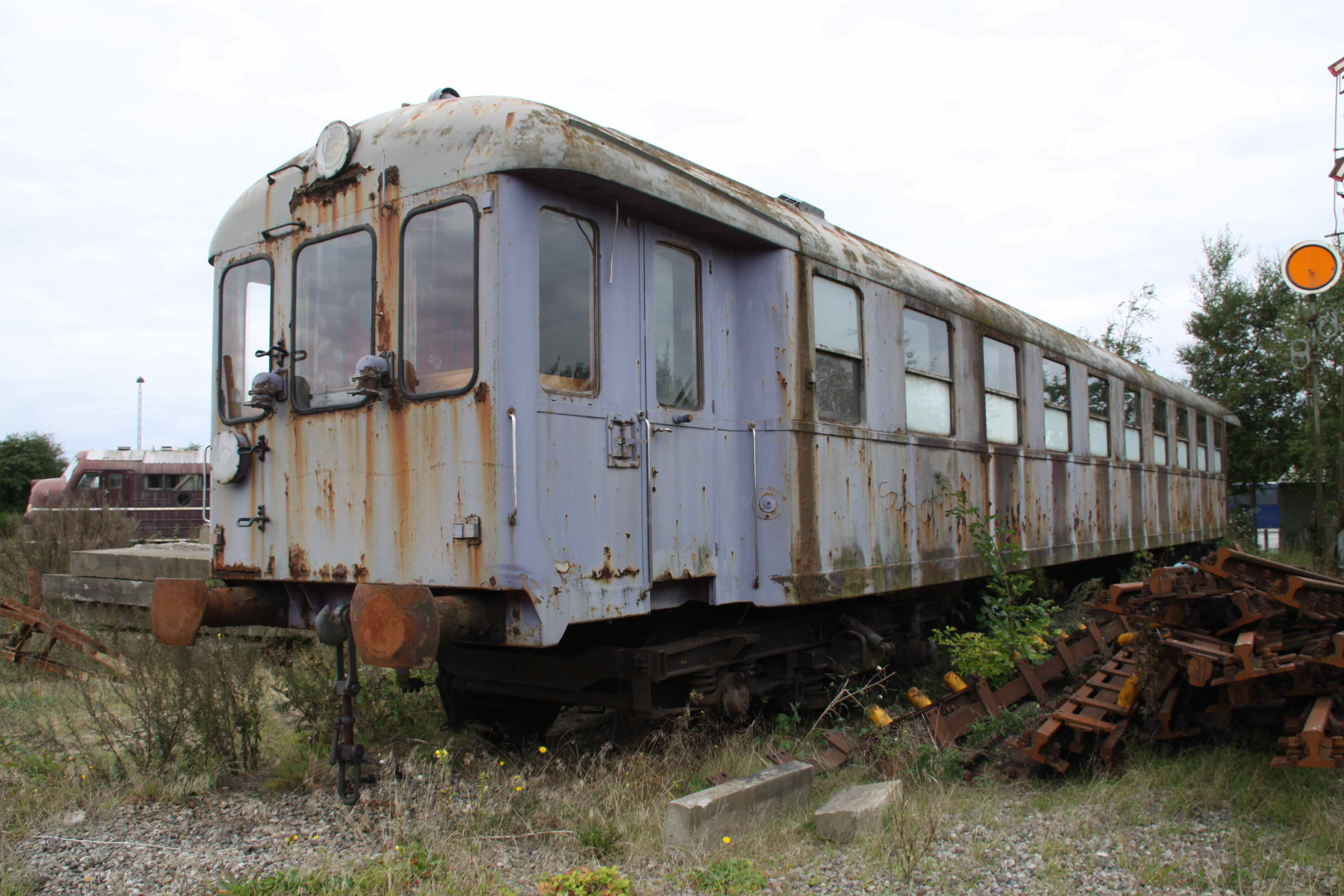
Steuerwagen Cls 718
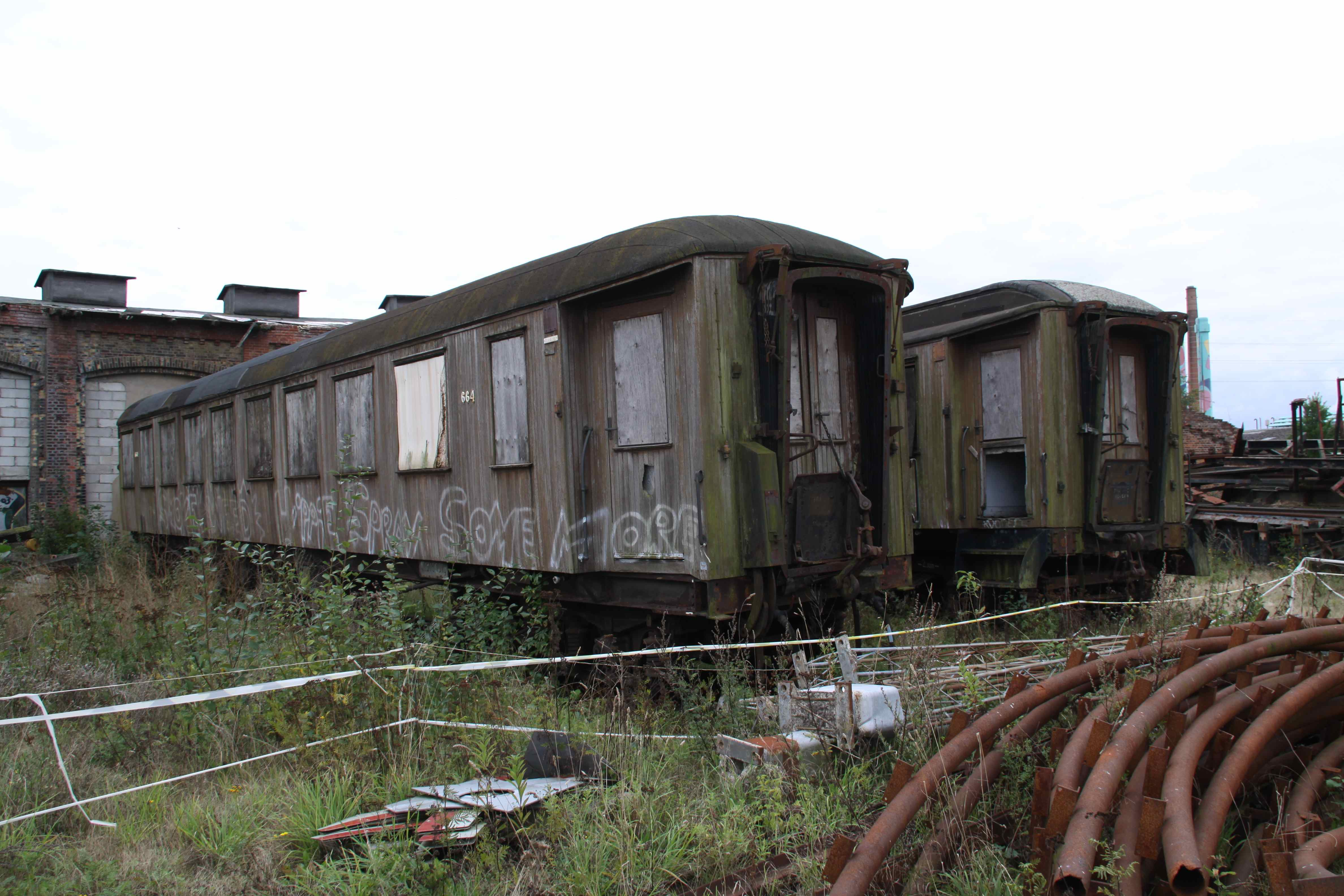
Norwegische Personenwagen 555 und 664
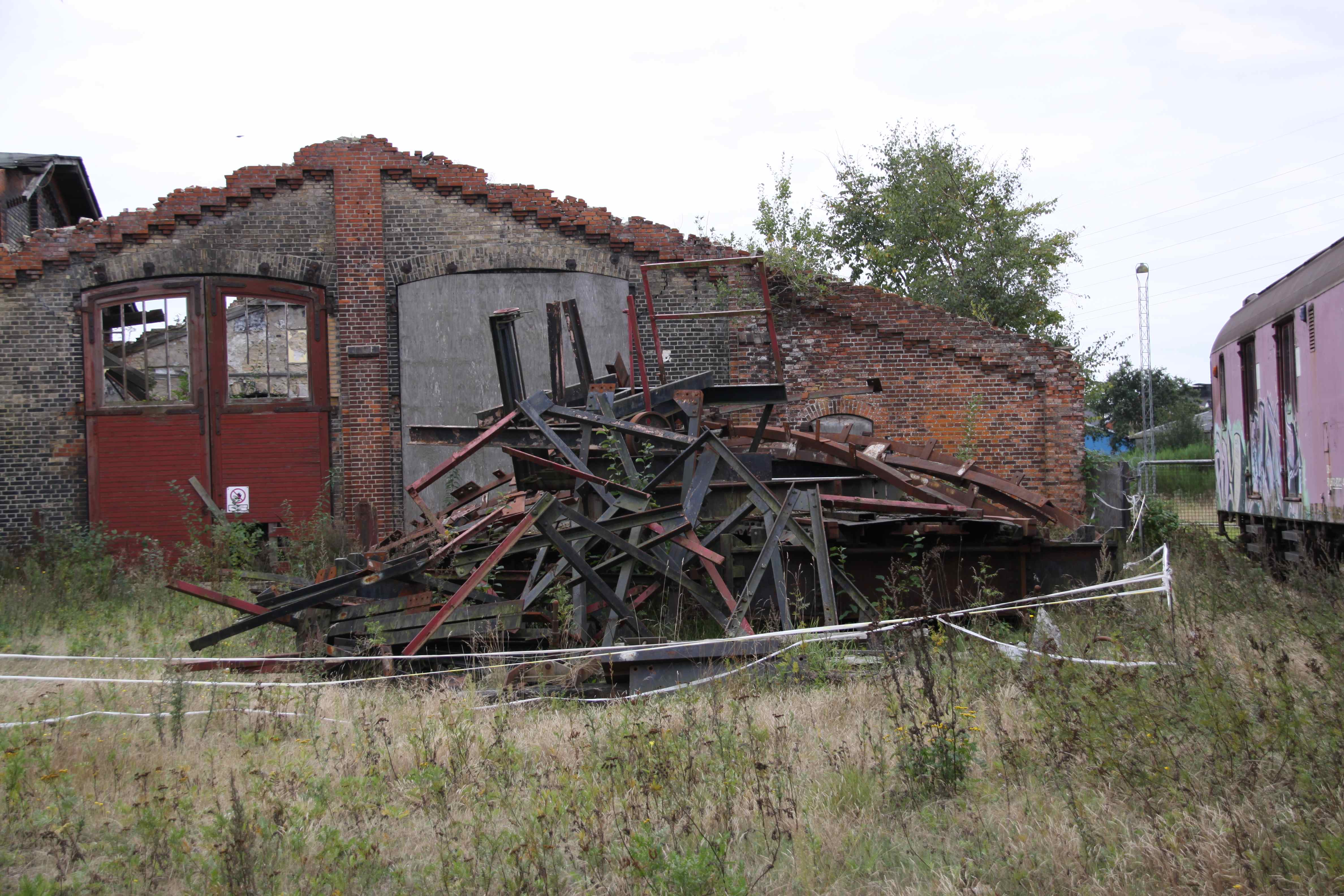
Ehemaliges Werkstattgebäude, Drehscheibenteile